# The Solo Collection
The Solo Collection – dwunastopłytowy box dokumentujący karierę Freddiego Mercury’ego. Wydawnictwo ukazało się 2000 roku.

## Wydania
| Rok  | Nr katalogowy | Format                                | Wydawca    | Region                 | Źródło |
| ---- | ------------- | ------------------------------------- | ---------- | ---------------------- | ------ |
| 2000 | 527 9640      | Box, Ltd, Comp + 10xCD + 2xDVD-V, PAL | Parlophone | Europa, Wielka Brytnia | [ 1 ]  |
| 2000 | FMRARE 001    | CD, Promo, Smplr, Comp                | Parlophone | Wielka Brytania        | [ 1 ]  |

## Lista utworów
Opracowano na podstawie materiału źródłowego.
| CD 1: Mr. Bad Guy |
| --- |
| 1. „Let's Turn It On” (Mercury) – 3:42 2. „Made in Heaven” (Mercury) – 4:05 3. „I Was Born to Love You” (Mercury) – 3:38 4. „Foolin' Around” (Mercury) – 3:29 5. „Your Kind Of Lover” (Mercury) – 3:32 6. „Mr. Bad Guy” (Mercury) – 4:09 7. „Man Made Paradise” (Mercury) – 4:08 8. „There Must Be More To Life Than This” (Mercury) – 3:00 9. „Living on My Own” (Mercury) – 3:23 10. „My Love Is Dangerous” (Mercury) – 3:42 11. „Love Me Like There's No Tomorrow" (Mercury) – 3:46 |

| CD 2: Barcelona |
| --- |
| 1. „Barcelona” (Mercury/Moran) – 5:39 2. „La Japonaise” (Mercury/Moran) – 4:48 3. „The Fallen Priest” (Mercury/Moran/Rice) – 5:45 4. „Ensueño” (Mercury/Moran/Caballé) – 4:21 5. „The Golden Boy” (Mercury/Moran/Rice) – 6:03 6. „Guide Me Home” (Mercury/Moran) – 2:49 7. „How Can I Go On” (Mercury/Moran) – 3:50 8. „Overture Piccante” (Mercury/Moran) – 6:39 |

| CD 3: The Great Pretender |
| --- |
| 1. „The Great Pretender” (Brian Malouf Mix) (Ram) – 3:39 2. „Foolin' Around” (Steve Brown Mix) (Mercury) – 3:35 3. „Time” (Nile Rodgers Mix) (Dave Clark/John Christie) – 3:49 4. „Your Kind of Lover” (Steve Brown Mix) (Mercury) – 3:59 5. „Exercises in Free Love” (Mercury/Moran) – 3:56 6. „In My Defence” (Ron Nevison Mix) (Clark/Soames/Daniels) – 3:51 7. „Mr. Bad Guy” (Brian Malouf Mix) (Mercury) – 4:00 8. „Let's Turn It On” (Jeff Lord-Alge Mix) (Mercury) – 3:45 9. „Living on My Own” (Mix) (Mercury) – 3:38 10. „My Love Is Dangerous” (Jeff Lord-Alge Mix) (Mercury) – 3:40 11. „Love Kills” (Richard Wolf Mix) (Mercury/Moroder) – 3:28 |

| CD 4: The Singles 1973–1985 |
| --- |
| 1. „I Can Hear Music” (Larry Lurex, 1973 singiel) (Greenwich/Spector/Barry) – 3:29 2. „Goin' Back” (Larry Lurex, 1973 strona B) (Goffin/King) – 3:34 3. „Love Kills” (Original 1984 Single Version) (Mercury/Moroder) – 4:31 4. „Love Kills” (Original 1984 Extended Version) (Mercury/Moroder) – 5:22 5. „I Was Born to Love You” (Original 1985 Extended Version) (Mercury) – 7:05 6. „Stop All the Fighting” (1985 Non-album B-side) (Mercury) – 3:19 7. „Stop All the Fighting” (1985 Non-album B-side Extended Version) (Mercury) – 6:37 8. „Made in Heaven” (Original 1985 Extended Version) (Mercury) – 4:50 9. „She Blows Hot & Cold” (1985 Non-album B-side) (Mercury) – 3:26 10. „She Blows Hot & Cold” (1985 Non-album B-side Extended Version) (Mercury) – 5:50 11. „My Love Is Dangerous” (Original 1985 Extended Version) (Mercury) – 6:29 12. „Love Me Like There's No Tomorrow" (Original 1985 Extended Version) (Mercury) – 5:32 13. „Let's Turn It On” (Original 1985 Extended Version) (Mercury) – 5:08 |

| CD 5: The Singles 1986–1993 |
| --- |
| 1. „Time” (Original 1986 Single/Album Version) (Clark/Christie) – 3:58 2. „Time” (Original 1986 Extended Version) (Clark/Christie) – 4:37 3. „Time” (Original 1986 Instrumental Version) (Clark/Christie) – 3:22 4. „In My Defence” (1986 Album Version) (Clark/Soames/Daniels) – 3:57 5. „The Great Pretender” (Original 1987 Single Version) (Ram) – 3:29 6. „The Great Pretender” (Original 1987 Extended Version) (Ram) – 5:54 7. „Exercises in Free Love” (1987 Non-album B-side) (Mercury/Moran) – 3:59 8. „Barcelona” (Original 1987 Single Version) (Mercury/Moran) – 4:27 9. „Barcelona” (Original 1987 Extended Version) (Mercury/Moran) – 7:07 10. „How Can I Go On” (1989 Single Version) (Mercury/Moran) – 4:02 11. „Living on My Own” (1993 No More Brothers Extended Mix) (Mercury) – 5:16 12. „Living on My Own” (1993 Radio Mix) (Mercury) – 3:38 13. „Living on My Own” (1993 Club Mix) (Mercury) – 4:27 14. „Living on My Own” (1993 Underground Solutions Mix) (Mercury) – 5:45 |

| CD 6: The Instrumentals |
| --- |
| 1. „Barcelona” (Instrumental) (Mercury/Moran) – 4:26 2. „La Japonaise” (Instrumental) (Mercury/Moran) – 4:46 3. „The Fallen Priest” (Instrumental) (Mercury/Moran/Rice) – 5:50 4. „Ensueño” (Instrumental) (Mercury/Moran/Caballé) – 4:00 5. „The Golden Boy” (Instrumental) (Mercury/Moran/Rice) – 6:05 6. „Guide Me Home” (Instrumental) (Mercury/Moran) – 2:38 7. „How Can I Go On” (Instrumental) (Mercury/Moran) – 3:58 8. „Love Me Like There's No Tomorrow" (Instrumental) (Mercury) – 4:03 9. „Made in Heaven” (Instrumental) (Mercury) – 4:17 10. „Mr. Bad Guy” (Instrumental) (Mercury) – 4:14 11. „There Must Be More to Life Than This” (Instrumental) (Mercury) – 3:08 12. „In My Defence” (Instrumental) (Clark/Soames/Daniels) – 3:56 13. „The Great Pretender” (Instrumental) (Ram) – 3:26 |

| CD 7: Rarities 1 |
| --- |
| 1. „Let's Turn It On” (A Capella) (Mercury) – 3:04 2. „Made in Heaven” (Alternative Version) (Mercury) – 4:27 3. „I Was Born to Love You” (Vocal & Piano Version) (Mercury) – 2:58 4. „Foolin' Around” (Early Version) (Mercury) – 4:14 5. „Foolin' Around” (Original 1985 Unreleased 12” Mix) (Mercury) – 5:37 6. „Foolin' Around” (Instrumental) (Mercury) – 3:40 7. „Your Kind of Lover” (Early Version) (Mercury) – 4:47 8. „Your Kind of Lover” (Vocal & Piano Version) (Mercury) – 3:38 9. „Mr. Bad Guy” (Orchestra Out-takes) (Mercury) – 0:35 10. „Mr. Bad Guy” (Early Version) (Mercury) – 3:29 11. „There Must Be More To Life Than This” (Piano Out-takes) (Mercury) – 2:48 12. „Living on My Own” (Hybrid Edit: Early/Later Versions) (Mercury) – 4:29 13. „My Love Is Dangerous” (Early Version) (Mercury) – 2:12 14. „Love Me Like There's No Tomorrow" (Early Version) (Mercury) – 2:18 15. „Love Me Like There's No Tomorrow" (2nd Early Version: Extract) (Mercury) – 1:03 16. „Love Me Like There's No Tomorrow" (3rd Early Version) (Mercury) – 3:26 17. „Love Me Like There's No Tomorrow" (Live Take) (Mercury) – 4:22 18. „She Blows Hot & Cold” (Alternative Version featuring Brian May) (Mercury) – 4:36 19. „Gazelle” (Demo) (Mercury) – 1:20 20. „Money Can't Buy Happiness” (Demo) (Mercury) – 2:37 21. „Love Makin' Love” (Demo) (Mercury) – 3:35 22. „God Is Heavy” (Demo) (Mercury) – 1:22 23. „New York” (Demo) (Mercury) – 2:12 |

| CD 8: Rarities 2 |
| --- |
| 1. „The Duet” (The Fallen Priest) (Extract from Garden Lodge tape) (Mer/Mor/Rice) – 3:04 2. „Idea” (Barcelona) (Extract from Garden Lodge tape) (Mercury/Moran) – 1:12 3. „Idea” (Barcelona) (2nd Extract from Garden Lodge tape) (Mercury/Moran) – 1:04 4. „Barcelona” (Early Version: Freddie's Demo Vocal) (Mercury/Moran) – 4:21 5. „Barcelona” (Freddie's Vocal Slave) (Mercury/Moran) – 4:31 6. „Barcelona” (Later Version: Freddie's Vocal only) (Mercury/Moran) – 4:26 7. „La Japonaise” (Early Version: Freddie's Vocal only) (Mercury/Moran) – 4:41 8. „La Japonaise” (A Capella) (Mercury/Moran) – 4:17 9. „Rachmaninov's Revenge” (The Fallen Priest) (Early Version) (Mercury/Moran/Rice) – 4:46 10. „Rachmaninov's Revenge” (The Fallen Priest) (Later Version: Freddie's Demo Vocal) – 5:51 11. „Ensueño” (Montserrat's Live Takes) (Mercury/Moran/Caballé) – 5:36 12. „The Golden Boy” (Early Version: Freddie's Demo Vocal) (Mercury/Moran/Rice) – 3:54 13. „The Golden Boy” (2nd Early Version: Extract) (Mercury/Moran/Rice) – 2:56 14. „The Golden Boy” (A Capella featuring Gospel Choir) (Mercury/Moran/Rice) – 5:12 15. „Guide Me Home” / „How Can I Go On” (Alternative Versions) (Mercury/Moran) – 6:54 16. „How Can I Go On” (Out-take: Extract) (Mercury/Moran) – 1:31 17. „How Can I Go On” (Alternative Piano Version) (Mercury/Moran) – 3:45 18. „When This Old Tired Body Wants to Sing” (Late Night Jam) (Mercury/Moran) – 2:42 |

| CD 9: Rarities 3 |
| --- |
| 1. „Rain” (Ibex, Live 1969) (Lennon/McCartney) – 3:51 2. „Green” (Wreckage, Rehearsal 1969) (Mercury) – 3:15 3. „The Man from Manhattan” (Eddie Howell 1976) (Howell) – 3:22 4. „Love Is the Hero” (Billy Squier: 12” Version 1986) (Squier) – 5:22 5. „Lady With A Tenor Sax” (Billy Squier: Work In Progress 1986) (Squier/Mercury) – 4:02 6. „Hold On” (Freddie Mercury and Jo Dare 1986) (Mercury/Mack) – 3:38 7. „Heaven for Everyone” (The Cross Version: Freddie Vocal 1988) (Taylor) – 4:48 8. „Love Kills” (Rock Mix) (Mercury/Moroder) – 4:27 9. „Love Kills” (Instrumental) (Mercury/Moroder) – 4:26 10. „The Great Pretender” (Original Demo) (Ram) – 3:04 11. „Holding On” (Demo) (Mercury) – 4:12 12. „It's So You” (Demo) (Mercury) – 2:40 13. „I Can't Dance” / „Keep Smilin'” (Demo) (Mercury) – 3:43 14. „Horns Of Doom” (Demo) (Richards) – 4:16 15. „Yellow Breezes” (Demo) (Mercury/Moran) – 5:25 16. „Have a Nice Day” (Fan Club Message) (Mercury/Moran) – 0:45 |

| CD 10: The David Wigg Interviews |
| --- |
| 1. 1979, London (The Crazy tour) – 8:11 2. 1984, Munich (The Works tour) – 11:27 3. 1984, Munich (Pt. 2 Going solo) – 7:37 4. 1985, Wembley, London (Week of Live Aid) – 6:45 5. 1986, London (The Magic tour) – 10:35 6. 1987, Ibiza (Freddie's 41st birthday) – 9:56 7. 1987, Ibiza (41st birthday. Pt. 2 Montserrat Caballé) – 8:21 8. 1987, Ibiza (41st birthday. Pt. 3 The Great Pretender) – 10:26 |

| CD 11: The Video Collection (DVD) |
| --- |
| - „Barcelona” (Live Version) (Mercury/Moran) - „The Great Pretender” (Single Version) (Ram) - „I Was Born to Love You” (Mercury) - „Time” (Clark/Christie) - „How Can I Go On” (Mercury/Moran) - „Made in Heaven” (Mercury) - „Living on My Own” (Mercury) - „The Golden Boy” (Mercury/Moran/Rice) - „The Great Pretender” (Extended Version) (Ram) - „Barcelona” (Mercury/Moran) - „In My Defence” (Re-edit 2000) (Clark/Soames/Daniels) - „Guide Me Home” (Mercury/Moran) |

| CD 12: The Untold Story (DVD) |
| --- |
| - „Spice Island Dawn” - „Strange Discipline” - „Culture Shock” - „The Draftsman of Ealing” - „Musical Awakenings” - „Love of My Life” - „Bacchus And Aphrodite” - „Butterflies And Peacocks” - „A Day at the Opera” - „My Kind of Towns” - „Last Days” |